# Гвідо Сантін
Гвідо Сантін (італ. Guido Santin, 1 січня 1911 — 1 серпня 2008) — італійський академічний веслувальник.
Срібний призер Олімпійських Ігор 1936 року в складі розпашної двійки зі стерновим.
Чемпіон Європи 1935, 1938 років у складі розпашної двійки зі стерновим, срібний призер 1937 року в складі розпашної двійки зі стерновим.